# سي إن آر (برنامج)

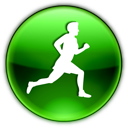
شعار سي أن آر

خدمة نقرة واحد وشغل (بالإنجليزية: Click'N'Run)‏ والتي يرمز لها اختصارًا CNR؛ هي خدمة تركيب برامج لأنظمة جنو/لينكس بنقرة واحدة عبر مكتبة على الويب تحتوي آلاف البرامج، وقد صممت لمساعدة المبتدئين في تثبيت برامجهم المفضلة بسهولة. سي أن آر خدمة منشأة من طرف لينسباير ولكنها متاحة للكثير من توزيعات لينكس.

## التاريخ
في 2002 قامت شركة لينسباير أو ليندوز سابقا بإنشاء هذه الخدمة وذلك لتعطي عملاءها كفاءة وقدرة أكبر على تنزيل البرامج وتنصيبها، واستضافة خادوم سي آن آر البرامج بمختلف أنواعها سواء الحرة أو الاحتكارية.

## على مختلف نظم لينكس
حاليا يدعم CNR أكثر من توزيعة (أوبونتو, فيدورا, سوزه لينكس وغيرهم) وذلك بدأ منذ العام 2008. وآخر إصدار من CNR هو النسخة السابعة التي صدرت بتاريخ 19 يوليو 2007.

## وصلات خارجية
- موقع مستودع سي أن آر.